# Sky Katz
Skylar "Sky" Katz, née le 12 décembre 2004 à Melville (New York), est une actrice et chanteuse américaine. Elle est notamment connue pour son rôle de Tess O'Malley dans la série télévisée Raven's Home de 2017 à 2021, ainsi que le rôle titre de Surviving Summer depuis 2022.

## Biographie
Née le 12 décembre 2004 à Melville, elle est la fille de Mike Katz et Fran Katz.

### Vie privée
En janvier 2022, elle confirme fréquenter l'actrice Savannah La Rain, qu'elle a rencontrée pendant le tournage de la série Surviving Summer.

## Carrière
À l'âge de 11 ans, elle participe à la onzième saison de l'émission télévisée America's Got Talent.
De 2017 à 2021, elle tient un rôle récurrent dans la série télévisée Raven (Raven's Home), série dérivée de la série de Disney Channel Phénomène Raven (That's So Raven). Son personnage fait également une apparition dans la série télévisée Camp Kikiwaka.
En 2022, elle tient le rôle principal de la série Netflix australienne Surviving Summer. Elle y incarne Summer Torres, une jeune New-Yorkaise effrontée, qui est envoyée en Australie pour vivre avec des amis de sa mère dans une ville côtière sur la Great Ocean Road.

## Filmographie

### Télévision
- 2017–2021 : Raven : Tess O'Malley (81 épisodes)
- 2020 : Camp Kikiwaka : Tess O'Malley
- 2022 : Surviving Summer : Summer Torres (18 épisodes)